# Кастаньоле Монферато
Кастаньо̀ле Монфера̀то (на италиански: Castagnole Monferrato; на пиемонтски: Castagnole ant 'l Monfrà, Кастаньоле ант ъл Монфъра) е село и община в Северна Италия, провинция Асти, регион Пиемонт. Разположено е на 232 m надморска височина. Населението на общината е 1270 души (към 2010 г.).